# Obervogteiamt Jungnau
Das Obervogteiamt Jungnau war ein Verwaltungsbezirk im Süden des heutigen deutschen Bundeslandes Baden-Württemberg. Es bestand unter wechselnden Herrschaften bis zum Jahr 1840.

## Geschichte
Im Jahr 1534 fiel die werdenbergische Herrschaft Jungnau durch Erbschaft an das Haus Fürstenberg. Jungnau wurde Sitz eines Obervogteiamts. Als die Herrschaft im Jahr 1806 per Rheinbundakte zugunsten Hohenzollern-Sigmaringens mediatisiert wurde, blieben dem Fürsten von Fürstenberg als Standesherrn gewisse Rechte, so die niedere Gerichtsbarkeit und das Jagdrecht. Fortan bestand das Obervogteiamt Jungnau als Patrimonialamt und hohenzollerisches Oberamt unter der Landeshoheit der Fürsten in Sigmaringen. 1840 trat Fürstenberg seine Rechte an den Landesherrn ab, der das Obervogteiamt durch Verordnung vom 15. Oktober 1840 auflöste. Die Orte wurden auf die Oberämter Gammertingen, Sigmaringen und Straßberg verteilt.

## Zugehörige Orte
Das Obervogteiamt blieb seit dem 16. Jahrhundert in seinen Grenzen fast unverändert. Neben dem Hauptort Jungnau umfasste es die Dörfer Inneringen, Hochberg, Storzingen, Oberschmeien, Unterschmeien und Vilsingen, die Weiler Blättringen und Dietfurth sowie die Domäne Nickhof. 1806 kam der Weiler Thiergarten hinzu, der bis dato zur fürstenbergischen Herrschaft Meßkirch gehört hatte. Um das Jahr 1820 zählte der 94 Quadratkilometer große Bezirk gut 2.300 Einwohner.